# Dantewada
Dantewada (talvolta scritto anche Dantewara) è una suddivisione dell'India, classificata come nagar panchayat, di 6.632 abitanti, capoluogo del distretto di Dantewada, nello stato federato del Chhattisgarh. In base al numero di abitanti la città rientra nella classe V (da 5.000 a 9.999 persone).

## Geografia fisica
La città è situata a 18° 53' 60 N e 81° 20' 60 E e ha un'altitudine di 351 m s.l.m..

## Società

### Evoluzione demografica
Al censimento del 2001 la popolazione di Dantewada assommava a 6.632 persone, delle quali 3.522 maschi e 3.110 femmine. I bambini di età inferiore o uguale ai sei anni assommavano a 906, dei quali 467 maschi e 439 femmine. Infine, coloro che erano in grado di saper almeno leggere e scrivere erano 4.667, dei quali 2.759 maschi e 1.908 femmine.